# Бриггс, Дерек
Дерек Бриггс (англ. Derek Briggs; род. 10 января 1950) — ирландский палеонтолог.

## Биография
Учился в Кембриджском университете, где с 1974 по 1977 год вместе с Гарри Виттингтоном и Саймоном Конвеем Моррисом изучал окаменелости кембрийского периода формации Бёрджес. С 1977 по 1985 год он был профессором Голдсмитского колледжа Лондонского университета, а с 1985 по 2002 год — профессором Бристольского университета. В 2001—2002 годах он работал приглашённым профессором в Чикагском университете. С 2003 года он является профессором Йельского университета, директором его Института биосферных исследований (с 2004 года) и куратором палеонтологии беспозвоночных в Музее естественной истории Пибоди Йельского университета, руководителем которого он является с 2008 года.
Бриггс является членом Лондонского королевского общества (1999) и почётным членом Ирландской королевской академии. В 2000 году получил медаль Лайелла, а в 2001 году награждён медалью Бойла. В 2003 году Бриггс стал президентом Палеонтологического общества. В 2015 году получил медаль Палеонтологического общества. С 2002 по 2004 год он был президентом Палеонтологической ассоциации. Член-корреспондент Палеонтологического общества с 2008 года.